# OMSI – Der Omnibussimulator
OMSI – Der Omnibussimulator (in Community-Kreisen auch OMSI1 genannt) ist eine Berufssimulation für Windows, die im Februar 2011 als Downloadversion und im März 2011 auf DVD-ROM von Aerosoft veröffentlicht wurde. Sie wurde zwischen 2007 und 2011 von Marcel Kuhnt und Rüdiger Hülsmann unter dem Firmennamen MR Software entwickelt. Die Simulation spielt im Jahr 1989; es wird die damalige Omnibuslinie 92 in Berlin-Spandau simuliert. Zu diesem Zweck wurde die Strecke originalgetreu nachgebaut und in das Spiel eingebunden. Mittlerweile hat sich MR Software aufgelöst, jedoch werden weiter Add-Ons entwickelt, welche von Aerosoft publiziert und vertrieben werden. Auch die Community erstellt Inhalte, welche auf unterschiedlichen Datenbanken abrufbar sind. Die Verwendung von Steam ist Voraussetzung für den Betrieb von OMSI2, nicht aber von OMSI – Der Omnibussimulator.

## Spielprinzip
Der Spieler ist der Fahrer eines Omnibusses der Berliner Verkehrsbetriebe. Ihm stehen Doppelstockbusse der Baureihen MAN SD 200 und MAN SD 202 sowie Busse vom Typ MAN NL 202 und MAN NG 272 mit den Originallogos des Herstellers zur Verfügung. Hierbei wurden Fahrzeuge verschiedener Baujahre mit unterschiedlicher Fahrzeugwerbung nachgebildet. Befahrbar sind die Linie 92/137 sowie die Teilstrecke 92E zwischen Falkensee/Freudstraße und Heerstraße Stadtgrenze/Hahneberg, 5/5E/5N/130/N30 zwischen Spandau Nervenklinik und U-Bahnhof Ruhleben und ein Teil der 13N/N33 zwischen Heerstraße Stadtgrenze/Hahneberg und U-Bahnhof Rathaus Spandau. Neben dem Fahren an sich wird auch der Fahrscheinverkauf simuliert. Zudem kann der Spieler in Omnibussen des KI-Verkehrs mitfahren.
Mit dem im Spielumfang enthaltenen Karteneditor ist es möglich, eigene Karten und Linien für OMSI zu erstellen. Ebenfalls können eigene Busmodelle in das Spiel integriert werden. Diese können über verschiedene Foren, wie z. B. das offizielle „Marcels OMSI-Forum“ (mittlerweile im reduzierten Betrieb) oder über die inoffizielle „OMSI-WebDisk“ heruntergeladen werden.

## Weiterentwicklung
Seit Ende 2011 wurde an einer Gelenkphysik für den Simulator gearbeitet. Mit dem MAN NG 272 hat erstmals ein Gelenkbus in OMSI Einzug gehalten. Da sich dieser abgesehen vom Gelenk wenig von dem Niederflurbus MAN NL 202 unterscheidet, wurde dieser ebenfalls mit der nächsten OMSI-Version herausgebracht. Am 23. Februar 2012 wurde seitens der Entwickler der offizielle Weiterbau der mitgelieferten Spandau-Karte bekannt gegeben. Darin enthalten ist die ehemalige Linie 5 von der Nervenklinik Spandau bis zum U-Bahnhof Ruhleben. Des Weiteren ist die Karte Berlin-Spandau in verschiedenen Epochen (von 1986 bis 1994) spielbar. Neben diesen grundlegenden Veränderungen wurden auch weitere Varianten der vorhandenen Modelle SD 200 und 202 eingefügt; darüber hinaus gibt es nun eine Chronologiefunktion, mit der Ereignisse wie der Mauerfall simuliert werden. Die Weiterentwicklung erschien offiziell am 12. Dezember 2013 unter dem Namen OMSI 2.
Am 15. September 2014 wurde bekanntgegeben, dass MR Software sich auflöst und Marcel Kuhnt in Zukunft nicht mehr mit Rüdiger Hülsmann zusammenarbeiten wird. Am 10. Oktober 2015 gab Marcel Kuhnt bekannt, dass unter dem Namen Oriolus Software mit der Entwicklung von LOTUS-Simulator, einem Nachfolgetitel zu OMSI, begonnen wurde. LOTUS steht als Akronym für die einzelnen simulierten Teilbereiche des ÖPNV: Leitstelle, Omnibus, Straßenbahn (Tram), U-Bahn und S-Bahn. Es ist die Veröffentlichung von drei einzeln erwerbbaren Modulen geplant. Das erste Modul, Rails of LOTUS, ermöglicht die Simulation des Schienenverkehrs und erschien am 15. September 2018 in einer Early-Access-Version mit der Straßenbahn GT6N, der kleinen Testkarte Diorama und einem Karteneditor. Am 23. Dezember 2019 folgte das Modul Streets of LOTUS für die Simulation von Straßenfahrzeugen ebenfalls im Early Access mit dem MAN Lion’s City DD. Zunächst wurde wie bei OMSI mit einer selbstentwickelten Spiel-Engine gearbeitet. 2023 wurde verkündet, dass zu Unity gewechselt wird, um die vielfach bemängelte Performance zu verbessern. 2024 wurde ein erneuter Wechsel der Engine bekanntgegeben. Der Kern des Spiels wird seitdem mit der Engine Bevy und der Programmiersprache Rust von neu auf entwickelt.

## Erweiterungen
Bis heute sind mehr als 100 Erweiterungen für OMSI bei Steam erhältlich, die das Standardspiel um neue Karten, Busse, KI-Menschen und KI-Fahrzeuge sowie auch technische Funktionen erweitern. Zahlreiche weitere Freeware Add-ons sind in verschiedenen Foren erhältlich. Darüber hinaus werden auch heute noch neue Add-ons entwickelt, obwohl die Weiterentwicklung des Basisspiels vor inzwischen bereits zehn Jahren eingestellt wurde.

### Add-ons für OMSI 1
Die folgenden offiziellen Add-ons sind für OMSI – Der Omnibussimulator erschienen und wurden nachträglich zu OMSI 2 kompatibel gemacht:
| Name                          | Beschreibung | Entwickler                   | Publisher | Veröffentlichungsdatum |
| ----------------------------- | --- | ---------------------------- | --------- | ---------------------- |
| Wien – Der Hochflurbus LU 200 | Die Erweiterung beinhaltet die Strecke der Wiener Autobuslinie 24A im Jahr 2005 von der U-Bahn-Station Kagran durch das Kagraner Zentrum und über Breitenlee nach Neueßling im Wiener Gemeindebezirk Donaustadt. Als Fahrzeug steht ein Gräf/Steyr LU 200 M11 zur Verfügung. Die Erweiterung wurde in Zusammenarbeit mit den Wiener Linien erstellt und ist von diesen offiziell lizenziert. | ViewApp                      | Aerosoft  | 11. Juni 2013          |
| Stadtbus O 305                | Die Erweiterung umfasst vier verschiedene Modelle des Standard-Stadtbusses Mercedes-Benz O 305. Neben Automatik- und Schaltwagen stehen auch verschiedene Innen- und Außengestaltungen zur Verfügung. Weiterhin umfasst die Erweiterung eine fiktive Karte mit dem Namen Neuendorf. | Rolf Westphalen              | Aerosoft  | 24. Juni 2013          |
| Hamburg Tag & Nacht           | Die Erweiterung beinhaltet die Hamburger Stadtbuslinie 109 vom U-Bahnhof Alsterdorf zum Hamburger ZOB sowie die Nachtbuslinie 688 vom Bahnhof Altona zum Rathausmarkt mit insgesamt drei fahrbaren 12-m-Stadtbussen der 1990er-Jahre in verschiedenen Varianten der Verkehrsbetriebe. Am 12. September 2016 erschien ein Update für die Karte mit dem Titel Innovationslinie 109.            | Darius Bode und Barbara Bode | Aerosoft  | 17. Juli 2013          |

### Add-ons für OMSI 2
Die folgenden offiziellen Erweiterungen sind bisher für OMSI 2 erschienen:
- Drei Generationen (veröffentlicht am 26. Juni 2014, Entwickler Darius Bode, Publisher Aerosoft): Die Erweiterung umfasst drei verschiedene Gelenkbusse, welche verschiedene Generationen von Hamburger Gelenkwagen zwischen 1992 und 2012 repräsentieren. Dargestellt werden Fahrzeuge des Typs Mercedes-Benz O 405 GN und Citaro 2 G.
- Chicago Downtown (veröffentlicht am 17. Juni 2015, Entwickler Darius Bode, Publisher Aerosoft): Die Erweiterung enthält zwei originale Bustypen (Solo- und Gelenkbus), welche mit einem Hybrid- und einem Dieselantrieb ausgestattet sind. Die Erweiterung führt auf 32 Kilometern Straßenlänge durch die realistisch nachgebaute Stadt Chicago, wobei die Linien 124 und 130 befahrbar sind.
- Berlin X10 (veröffentlicht am 24. September 2015, Entwickler Maerkertram, Publisher Halycon Media): In der Simulation wurden Straßenzüge entlang der Hauptachse der Berliner Expressbuslinie X10 vom U- und S-Bahnhof Zoologischer Garten durch Berlin-Zehlendorf ins brandenburgische Teltow umgesetzt. Auf einer Länge von ca. 60 km sind die Buslinien X10, 115, 625 und 626 komplett simuliert, weitere 14 Linien teilweise. Die Erweiterung enthält zudem eine Doppeldecker-Variante des MAN Lion’s City nach realem Vorbild der BVG.
- Wien 1 – Linie 24A und Wien 2 – Linie 23A (veröffentlicht am 12. November 2015, Entwickler ViewApp, Publisher Aerosoft): Die beiden Erweiterungen erschienen als Nachfolger zur bestehenden Wien-Erweiterung für OMSI 1. In Wien 1 wird die Linie 24A mit dem dazugehörigen Bus Gräf/Steyr LU 200 M11 sowie dem niederflurigen Nachfolger NL 205 M11 simuliert. Wien 2 beinhaltet die nicht mehr real existierende Linie 23A sowie die dazugehörigen Fahrzeuge Gräf/Steyr GU 240 M18 und NG 235 M18.
- Projekt Gladbeck (veröffentlicht am 10. Dezember 2015, Entwickler Kevin Nitschmann und Darius Bode, Publisher Aerosoft): Die Map von Kevin Nitschmann, welche in ihrer siebten Version erstmals als kostenpflichtige Erweiterung erscheint, umfasst, ursprünglich begonnen in Gladbeck, inzwischen große Teile des nördlichen Ruhrgebiets. Das simulierte Streckennetz hat eine Länge von ca. 500 Kilometern. Neben der Map enthält die Erweiterung einen Mercedes-Benz Citaro 2 (G) nach dem Vorbild der Vestischen Straßenbahnen.
- Stadtbus O 405 (veröffentlicht am 8. März 2016, Entwickler Pedro Vendeira, Publisher Aerosoft): Die Erweiterung enthält sowohl den Solobus Mercedes-Benz O 405 als auch die 18 Meter lange Gelenkversion O 405 G. Ein besonderes Feature dieser Erweiterung ist die einfache Veränderung von einzelnen Bauteilen per Handbuch.
- Stadtbus O 305 G (veröffentlicht am 8. März 2016, Entwickler Rolf Westphalen, Publisher Aerosoft): Diese Erweiterung enthält den Stadtbus Mercedes-Benz O 305 G in vier verschiedenen Variationen (Stadtbusfront und Überlandfront mit automatischen und manuellen Türen).
- Straßenbahn NF6D (veröffentlicht am 28. Juli 2016, Entwickler Philipp Zunk und Kevin Nitschmann, Publisher Aerosoft): Im Fokus der Erweiterung steht die Straßenbahn vom Typ NF6D (MGT6D), welche 1988 ursprünglich für die Stadt Kassel entwickelt wurde und auf für das Ruhrgebiet typischen Meterspurgleisen fährt. Mitgeliefert wird eine reale Karte der Gelsenkirchener Straßenbahnlinie 107.
- MAN Stadtbusfamilie (veröffentlicht am 29. September 2016, Entwickler Christian Rolle, Publisher Aerosoft): Diese Erweiterung enthält vier verschiedene Busmodelle von MAN. Neben den 12 Meter langen Varianten als Stadtbus (A21) und als Überlandbus (A20) sind eine 15 Meter lange Version (A26) sowie der 18 Meter lange Gelenkbus (A23) enthalten. Bemerkenswert sind die 45 verschiedenen Einstellungsmöglichkeiten zur individuellen Gestaltung der Fahrzeuge (z. B.: Türen, Anzeigen, Sitze).
- Aachen (veröffentlicht am 13. Oktober 2016, Entwickler Tobias Müller, Publisher Aerosoft): Diese Erweiterung umfasst die Buslinien 33 und 73 der Aachener Verkehrsgesellschaft ASEAG. Nachgebaut wurde neben weiten Teilen Aachens auch der niederländische Grenzort Vaals. Enthalten sind außerdem drei Busmodelle der Facelift-Serie des Mercedes-Benz Citaro.
- Rheinhausen (veröffentlicht am 27. Oktober 2016, Entwickler Zane, Publisher Halycon Media): Die Erweiterung enthält ein typisches deutsches Stadtbusnetz in der fiktiven Stadt Rheinhausen mit der Anbindung umliegender Ortschaften durch Überlandlinien. Mitgeliefert wird ein an den Citaro 2 Ü angelehnter Bus.
- Doppelgelenkbus AGG 300 (veröffentlicht am 1. Dezember 2016, Entwickler Darius Bode, Publisher Aerosoft): Zusammen mit dem Bonusfahrzeug 12-Meter-Stadtbus new A330.
- Mallorca (veröffentlicht am 15. Dezember 2016, Entwickler Kevin Nitschmann und Darius Bode, Publisher Aerosoft): Die Erweiterung enthält zahlreiche Linien um Palma de Mallorca und einen an den Mercedes-Benz Citaro angelehnten Gelenk- und Solobus.
- Citybus i280 (veröffentlicht am 11. Mai 2017 Entwickler Bustrainz, Publisher Aerosoft) Dieses Add-on enthält fünf verschiedene Varianten des Ikarus 280.
- HafenCity – Hamburg modern (veröffentlicht am 19. Oktober 2017, Entwickler Darius Bode, Publisher Aerosoft): Die Erweiterung enthält die Linien 6 und 111 des HVV und die Hybridbusse 7900 L und 7900 LH (nach Vorlage des Volvo 7900). Besitzer des Add-Ons Hamburg Tag und Nacht haben die Möglichkeit, die aus diesem Add-On bekannten Linien 109 und 688 auch auf dieser Karte zu fahren.
- Metropole Ruhr (veröffentlicht am 2. November 2017, Entwickler Kevin Nitschmann, Christian Rolle, Publisher Aerosoft): Die Erweiterung enthält den Solaris Urbino IV. Die auf Projekt Gladbeck basierende Erweiterung führt auf über 800 Kilometern Straßenlänge durch zahlreiche Städte im Ruhrgebiet, unter anderem Gladbeck, Bottrop und Essen.
- Bremen Nord (veröffentlicht am 2. November 2017, Entwickler Dennis Kurzawe und Christian Rolle, Publisher Halycon Media): Die Erweiterung enthält acht Buslinien der BSAG sowie einen MAN Lion’s City in der Gelenk- und Soloversion. Am 28. August 2019 erschien ein Update für die Karte mit dem Titel Bremen Nord modern.
- Luzern – Linie 24 (veröffentlicht am 6. Dezember 2017, Entwickler und Publisher Mailsoft): Die enthaltene Karte bildet die Linie 24 vom Bahnhof Luzern nach Meggen Tschädigen ab. Als Spielerbus mitgeliefert wird ein viertüriger Mercedes-Benz Citaro Facelift G der Verkehrsbetriebe Luzern.
- Hamburger Buspaket (veröffentlicht am 15. März 2018, Entwickler Darius Bode und Publisher Aerosoft): Das Add-on enthält drei Citaro-Busse aus dem Jahre 2017. Busse: Solo- und Gelenkbusvariante mit 12 bzw. 18 Meter Länge und Großraumgelenkbus mit 21 Meter Länge und 4 Achsen.
- Wuppertal (veröffentlicht am 6. September 2018, Entwickler Kevin Nitschmann und Darius Bode, Publisher Aerosoft): Das Add-on enthält zwei Citaro-Busse der neusten Generation und ein Fahrzeug der Wuppertaler Schwebebahn, welche auch vom Spieler gefahren werden kann. Mitgeliefert werden vier Buslinien und eine Schwebebahnlinie.
- Coachbus 250 (veröffentlicht am 10. Dezember 2018, Entwickler Long Vehicle`s Team und Publisher Aerosoft): Das Add-on enthält 22 verschiedene Versionen des Ikarus 250.
- Urbino Stadtbusfamilie (veröffentlicht am 7. Februar 2019, Entwickler Christian Rolle und Publisher Aerosoft) Die Erweiterung enthält 5 verschiedene Grundvarianten des Solaris Urbino 12, 15 und 18 der 2. Generation, die man direkt im Spiel umkonfigurieren kann.
- Citybus i260 (veröffentlicht am 9. Mai 2019, Entwickler Bustrainz, Publisher Aerosoft): Das Add-on erhält fünf verschiedene Versionen des Ikarus 260.
- Wuppertal Buslinie 639 (veröffentlicht am 28. Juni 2019, Entwickler Kevin Nitschmann, Publisher Aerosoft) Das Mini Add-on enthält die Buslinie 639 der WSW.
- Masterbus Gen 3 (veröffentlicht am 13. August 2019, Entwickler Masterswitch Studios, Publisher Aerosoft) Das Add-on enthält 3 Varianten der Wright Gemini 3 Busserie in jeweils 2 verschiedenen Längen. Durch zukünftige Updates werden noch weitere Varianten hinzugefügt.
- München (veröffentlicht am 5. September 2019, Entwickler Olgu Cerit): Das Add-on umfasst drei Linien und drei verschiedene Busse von MAN: MAN Lion’s City Gelenkbus, Solobus und erstmals einen Solobus mit Hess-Anhänger.
- Köln (veröffentlicht am 7. November 2019, Entwickler PAD-Labs und Darius Bode, Publisher Aerosoft): Die Erweiterung beinhaltet die Linie 132 der Kölner Verkehrs-Betriebe vom Breslauer Platz/Hbf nach Meschenich Frankenstraße über viele wichtige Punkte wie z. B. den Heumarkt, den Waidmarkt (hier stand das Kölner Stadtarchiv), den Chlodwigplatz und Rondorf. Dazu mitgeliefert wird ein Mercedes-Benz Citaro in Gelenk- und Solobusausführung.
- MAN DN95 Doppeldeckerbus (veröffentlicht am 27. November 2019, Publisher Halycon Media): Mitgeliefert wird der erste Berliner Niederflur-Doppeldeckerbus ND202 (BVG-Bezeichnung DN95) in unterschiedlichen Ausführungen.
- Düsseldorf (veröffentlicht am 7. April 2020, Entwickler OMSI Projekt Gladbeck / Kevin Nitschmann, Publisher Aerosoft): Die Erweiterung enthält die Buslinien M3, 835, 836, NE7, einen Schienenersatzverkehr der Rheinbahn Düsseldorf und den Solaris Urbino IV.
- Bad Hügelsdorf (veröffentlicht am 22. Mai 2020, Publisher Halycon Media):[10] Die Erweiterung enthält neun Buslinien der fiktiven badischen Mittelstadt Bad Hügelsdorf. Umliegende Ortschaften werden durch Überlandlinien angeschlossen. Enthalten sind zwei Überlandbusse (Ü und ÜLL) der Marke MAN.
- E-Bus Hamburg (veröffentlicht am 4. Juni 2020, Entwickler Darius Bode): Mitgeliefert wird der moderne E-Stadtbus des Typs eCitaro.
- Düsseldorf Linie M2 (veröffentlicht am 5. August 2020, Entwickler OMSI Projekt Gladbeck / Kevin Nitschmann, Publisher Aerosoft): Die Erweiterung enthält die Düsseldorfer Buslinien M2 und 377.
- Coachbus 256 (veröffentlicht am 20. August 2020, Entwickler Long Vehicle’s Team, Publisher Aerosoft) Das Addon enthält 11 verschiedene Busse (Coachbus 258.00 (256.50E), Coachbus 256.50V, Coachbus 256.50VL, Coachbus 256.51, Coachbus 256.54, Coachbus 256.69, Coachbus 256.74 1990, Coachbus 256.74 1997 (74B), Coachbus 256.75 1988, Coachbus 256.75 1990 und Coachbus 256.21H) nach dem Vorbild des Ikarus 256.
- Berlin BRT (veröffentlicht am 24. August 2020, Entwickler Maerkertram, Publisher Halycon Media): Aktualisierte Karte von Berlin X10 mit einem neuen Bus, dem Citaro C2 Solo Euro 6.[11]
- Citybus 628c & 628g LF (veröffentlicht am 1. Dezember 2020, Entwickler Kajosoft, Publisher Aerosoft): Das Buspack enthält 2 Busse (628c & 628g LF) mit 22 Versionen.
- Irisbus Intercity Pack (veröffentlicht am 4. Dezember 2020, Entwickler Kescrole AddOns, Publisher Halycon Media): Das Buspack enthält 7 verschiedene Busse (Crossway Euro 5 / 10,6 Meter, Crossway Euro 5 / 12 Meter, Crossway Euro 5 / 12,8 Meter, Crossway Euro 5 / High Value 12,8 Meter, Recreo Euro 5 / 12 Meter, Recreo Euro 5 / 12,8 Meter, Arway Euro 5 / 12 Meter).
- London (veröffentlicht am 10. Dezember 2020, Publisher Aerosoft, Entwickler Rhys McColin[12]): Das Addon mit erstmaligen Linksverkehr enthält 4 verschiedene Busse (New Routemaster, Stadtbus 200, Stadtbus 400 und B5LH/Evociti) auf 16 verschiedenen Linien.
- Heuliez Bus-Pack (veröffentlicht am 14. Dezember 2020, Entwickler Acrotere Design, Publisher Halycon Media): Das Buspack enthält einen konfigurierbaren Bus mit 20 verschiedenen Modellen, 4 unterschiedlichen Motoren und Getrieben und 13 verschiedenen französischen Repaints.
- Saint-Servan (veröffentlicht am 21. Dezember 2020, Entwickler Palm d Or, Publisher Halycon Media): Dieses Addon enthält den Irisbus Cetelis (12 Meter-Version) auf einer fiktiven Karte mit 8 Linien.
- Grand Paris Moulon (veröffentlicht am 27. Januar 2021, Entwickler Creations AgoraS-114, Publisher Halycon Media): Das Addon enthält 1 Bus (C2 NGT) in verschiedenen Ausführungen auf einer Karte mit 13 Linien, davon 7 Stadt- und 2 Überlandlinien, 1 Shuttle- und 3 Schulbuslinien.
- Düsseldorf Linie 721 (veröffentlicht am 28. Januar 2021, Entwickler OMSI Projekt Gladbeck / Kevin Nitschmann, Publisher Aerosoft): Die Erweiterung enthält die Düsseldorfer Buslinien 721 und SB51.
- MAN Stadtbus New Lion’s City (veröffentlicht am 30. März 2021, Entwickler mainMesh3D, Hersteller Halycon Media): Das Buspaket enthält 6 verschiedene Busse: zwei 2-türer, zwei 3-türer und zwei 4-türer von jedem Typ (12 C,18 C und 19 C).
- Heuliez Bus-Pack Generation X17 (veröffentlicht am 18. Mai 2021, Entwickler Halycon Media, Publisher Halycon Media): Das Buspaket enthält 7 verschiedene Bus-Modelle.
- Velbert (veröffentlicht am 10. Juni 2021, Entwickler OMSI Projekt Gladbeck / Kevin Nitschmann, Publisher Aerosoft): Dieses Add-on enthält 2 Linien die SB66 und die 649.
- IVECO Bus-Familie – Überland-Busse (veröffentlicht am 22. Juni 2021, Entwickler: Kescrole AddOns, Publisher Halycon Media): Dieses Add-on enthält 40 Modelle mit 4 Ausbaustufen mit jeweils 3 verschiedenen Längen.
- Coachbus 250Next (veröffentlicht am 23. September 2021, Entwickler: Long Vehicle’s Team, Publisher Aerosoft): Dieses Add-on enthält 10 verschiedene Modifikationen von verschiedenen Produktionsjahren
- Yorkshire Counties (veröffentlicht am 4. November 2021, Entwickler Kyle Johnson, Publisher Aerosoft): Das semi-reale Addon mit Linksverkehr enthält 2 verschiedene Busse und zahlreiche Linien (YC Masterdeck & YC Veiling B8RLE).[13]
- Citybus M301 (veröffentlicht am 18. November 2021, Entwickler Sergey Panyukov, Publisher Aerosoft): Das Add-on enthält gleichnamigen Stadtbus M301, passend zum Add-On Beijing.[14]
- Beijing (veröffentlicht am 18. November 2021, Entwickler Chen Jiahuan, Publisher Aerosoft): Das Add-on enthält die Pekinger Buslinie 104.[15]
- Hamburg Linie 20 (veröffentlicht am 24. März 2022, Entwickler Darius Bode, Publisher Aerosoft): Das dritte Hamburger Strecken Add-on enthält die Buslinie 20 und den eCitaro in der Gelenkbusvariante.[16] Auch hier können die beiden anderen Hamburger Karten integriert werden und alle bekannten Linien gefahren werden.
- Intercity S41X Family (veröffentlicht am 31. März 2022, Entwickler Pedro Vendeira, Publisher Aerosoft): Das Add-on enthält drei verschiedene Überlandbusse von Setra in jeweils zwei verschiedenen Ausführungen. Neben den Fahrzeugen S 412 UL, S 415 UL und S 417 UL werden auch die zugehörigen business-Versionen der Modelle mitgeliefert.
- Citybus S31X (veröffentlicht am 12. August 2022, Entwickler SADOP, Publisher Halycon Media): In diesem Add-on sind die Busse S 315 NF und S 319 NF, jeweils in Euro-2 und Euro-3-Ausführung, vorhanden.
- IVECO Bus-Familie Urbanway (veröffentlicht am 20. Februar 2023, Entwickler Nerosy, Publisher Halycon Media): Enthält die IVECO-Stadtbusse der Familie Urbanway, die unter anderem in Frankreich, Spanien und Tschechien anzutreffen ist. Mitgeliefert werden sowohl Standard- als auch Gelenkbusvarianten.
- Coachbus 303-Series (veröffentlicht am 15. Juni 2023, Long Vehicle’s Team, Publisher Aerosoft): Dieses Add-on enthält verschiedene Varianten des Mercedes-Benz O303.
- MAN SL200 (veröffentlicht am 29. Juni 2023, Sergey Panyukov, Publisher Aerosoft): Dieses Add-on enthält verschiedene Varianten des MAN SL200.
- C2 Stadtbusfamilie (veröffentlicht am 27. Juni 2023, Entwickler EODT European OMSI Developer Team (Entwicklerwechsel – erst mainMesh3D, dann Sobol), Publisher Halycon Media[17][18]): Das Buspaket enthält die vier verschiedenen Busse (2- und 3-türiger C2-Solobus, 3- und 4-türiger C2-Gelenkbus, 2- und 3-türiger C2 K, Low-Entry-Bus C2 LE).
- Hohenkirchen (veröffentlicht am 20. September 2023, Entwickler CETO-Design / Halycon Media, Publisher Aerosoft): Semi-reale Karte, angesiedelt im Südthüringer Mittelgebirge mit acht Linien und dem MAN A20 und IVECO Urbanway 18.[19]
- MAN Standardbus II (veröffentlicht am 11. Januar 2024, Entwickler Christian Rolle, Publisher Aerosoft): Das Add-on enthält Solo-, Gelenk- und Überlandfahrzeuge vom Typ SL II / StÜLB II des Herstellers MAN. Die Fahrzeuge sind mit unterschiedlichen Motoren, Getrieben und Ausstattungsvarianten verfügbar.[20]
- Berlin Linie 300 (veröffentlicht am 14. Februar 2024, Entwickler Halycon Media, Publisher Halycon Media): Das Add-on enthält die Berliner Buslinie 300, die vom Bahnhof Warschauer Straße zur Berliner Philharmonie verkehrt, sowie den Elektrobus Solaris Urbino 18 electric
- Zürich Tram Linie 11 (veröffentlicht am 29. April 2024, Entwickler Simgames.ch, Publisher Mailsoft): Enthält die Züricher Tram Linie 11 mit einer Länge von ca. 13 km und 34 Haltestellen und einer fahrbaren Straßenbahn.[21]
- LIKINO-677 (veröffentlicht am 30. Juli 2024, Entwickler Moskur & DW Modplace, Publisher Aerosoft): Enthält den Sowjetischen Großraum-Stadtbus LIKINO-667.[22]

### Weitere Erweiterungen für OMSI
Neben den vorangegangenen Add-ons sind die funktionalen Erweiterungen Advanced Omnibus Driver, OmniNavigation,Busbetriebs-Simulator und der Leitstellen Simulator erhältlich, die weitere Funktionen wie einen Karriere- und Multiplayermodus oder eine Orientierungskarte in das Spiel integrieren. Mit dem Enhanced Environment Pack gibt es neue Grafikverbesserungen, neue Umgebungsgeräusche und überarbeitete Wettereffekte. Weiterhin gibt es noch die OMSI2-Tools AUXI Expansion und OMSI Power Toolkit.
Darüber hinaus bietet Halycon inzwischen 13 verschiedene Downloadpacks an. Diese können in vorhandene Karten integriert werden, um diese für mehr Abwechslung um neue KI-Menschen (inkl. Busfahrer/-innen), Busse sowie Autos und Nutzfahrzeuge zu erweitern.
Außerdem sind in verschiedenen Foren (z. B. Marcels OMSI-Forum, omsistuff.fr, OMSI-WebDisk, omsitalk usw.) viele weitere kostenlose Erweiterungen erhältlich.

## Rezeption
Das Internet-Magazin 4Players bewertete OMSI überwiegend positiv. Während vor allem die vielen technischen Details sowie die umfangreichen Einstellmöglichkeiten gelobt wurden, erhielt die veraltete Grafik, insbesondere die Darstellung der Fahrgäste, negative Kritik.
Von der Zeitschrift PC Action erhielt die Simulation dagegen eine schlechte Bewertung. Neben einer veralteten Grafik wurden technische Fehler und eine schlechte Performance bemängelt.
In anderen Tests wurden außerdem ein geringer Spielumfang und mangelnde Langzeitmotivation kritisiert, was jedoch durch umfangreiche, von der Community erstellte Erweiterungen wie Mods, Maps oder Busse egalisiert wird. Die vorbildorientierte Umsetzung der Simulation wurde dagegen gelobt.
Jan Böhmermann hat das Add-on Bremen-Nord im Dezember 2017 in einem Let’s Play vorgestellt.

## Belege
1. 1 2  Omsi(2) ohne Steam? 27. Januar 2015, abgerufen am 21. Juli 2024.
2. ↑  Jonas Wekenborg: OMSI – Der Omnibussimulator. In: GIGA. 24. Februar 2011, abgerufen am 5. März 2020.
3. ↑  Marcel Kuhnt: Wie geht es weiter mit OMSI, M&R und dem Forum? In: omnibussimulator.de, abgerufen am 21. Januar 2017.
4. ↑  Oriolus Software. In: oriolussoftware.de, abgerufen am 26. November 2017.
5. ↑  Janine Kuhnt: Weiter geht's. Womit? In: lotus-simulator.de. 16. Oktober 2023, abgerufen am 4. Juni 2025.
6. ↑  Neuigkeiten rund um LOTUS – Goodbye Unity. In: lotus-simulator.de. 1. April 2024, abgerufen am 4. Juni 2025.
7. ↑  OMSI 2: Steam Edition bei Steam. Abgerufen am 1. August 2024.
8. ↑  OMSI: Wien - Der Hochflurbus LU (Add-on). In: Amazon.com, abgerufen am 29. November 2017.
9. ↑  Zusatzinhalte zu OMSI 2 auf Steam.
10. ↑  Das OMSI2-Bad Hügelsdorf 2020 – Gewerbegebiet. In: Halycon Media. Halycon Media, 22. November 2019, abgerufen am 6. Februar 2020.
11. ↑  Mit dem OMSI 2-AddOn Berlin BRT in die neue Hauptstadt. Halycon Media, 13. August 2020, abgerufen am 14. August 2020.
12. ↑  OMSI 2 Add-on London - Aerosoft Shop. In: aerosoft.com. Aerosoft Luftfahrtdatentechnik, abgerufen am 10. April 2019.
13. ↑  OMSI 2: Steam Edition – OMSI 2 Add-on Yorkshire Counties OUT NOW: Steam-News. 4. November 2021, abgerufen am 17. Mai 2022.
14. ↑  OMSI 2: Steam Edition – JETZT ERHÄLTLICH | OMSI 2 Add-on Citybus M301: Steam-News. 18. November 2021, abgerufen am 17. Mai 2022.
15. ↑  OMSI 2: Steam Edition – JETZT ERHÄLTLICH | OMSI 2 Add-on Beijing: Steam-News. 18. November 2021, abgerufen am 17. Mai 2022.
16. ↑  OMSI 2: Steam Edition – OMSI 2 Add-on Hamburg Linie 20 | Out Now: Steam-News. 24. März 2022, abgerufen am 17. Mai 2022.
17. ↑  Die C2 Stadtbus-Familie für OMS2 rollt an. Halycon Media, 11. Mai 2018, abgerufen am 21. Juni 2018.
18. ↑  OMSI 2-Addon C2 Familie Vol. 1 Stadtbusse. Halycon Media GmbH Co.KG, 20. Juni 2022, abgerufen am 27. Juni 2022.
19. ↑  OMSI 2 Add-on Hohenkirchen bei Steam. Abgerufen am 4. Juni 2024.
20. ↑  OMSI 2 Add-on MAN Standardbus II bei Steam. Abgerufen am 23. Juni 2024.
21. ↑  OMSI 2 Add-on Zürich Tram Linie 11 bei Steam. Abgerufen am 4. Juni 2024.
22. ↑  OMSI 2 Add-on LIKINO-677. In: Steam. Abgerufen am 29. August 2024.
23. ↑  OmniNavigation for OMSI 2. In: PeDePe.de, abgerufen am 16. November 2017.
24. ↑  Mourad Zarrouk: Test: OMSI – Der Omnibussimulator. In: 4players.de, abgerufen am 21. Januar 2017.
25. ↑  Schrott des Monats, PC Action, Ausgabe 05/11.
26. ↑  Böhmermann Let’s Play: OMSI2 – Bremen-Nord Add-On auf YouTube.